# Alexandra Philipsen
Alexandra Philipsen (* 1970 in Ravensburg) ist eine deutsche Fachärztin und Professorin für Psychiatrie und Psychotherapie. Sie ist die Direktorin der Klinik für Psychiatrie und Psychotherapie am Universitätsklinikum Bonn.

## Leben und Karriere
Philipsen promovierte 1998 auf dem Gebiet der Neuropädiatrie. 2009 schloss sie ihre Habilitation über die Ätiologie, Diagnostik und Behandlung von ADHS bei Erwachsenen ab. Von 1999 bis 2014 arbeitete sie an der Psychiatrischen Klinik der Universität Freiburg. Von 2014 bis 2017 war sie die erste Direktorin der neu gegründeten Psychiatrischen Abteilung der European Medical School Oldenburg-Groningen und Prodekanin der Medizinischen Fakultät.

## Publikationen (Auswahl)
- Psychotherapie der ADHS im Erwachsenenalter. Hogrefe Verlag, 2004, ISBN 978-3-8017-1856-5
- Psychoedukatives Training bei Abhängigkeitserkrankungen: Ein Therapiemanual für die Arbeit mit Suchtpatienten. Kohlhammer Verlag, 2022, ISBN 978-3-17-038708-9
- ADHS im Erwachsenenalter: Ein Praxismanual für Psychotherapie, Beratung und Coaching. Kohlhammer Verlag, 2025, ISBN 978-3-17-030862-6